# Stefan Huber
Stefan Huber (født 14. juni 1966 i Zürich, Schweiz) er en schweizisk tidligere fodboldspiller (målmand) og -træner. 
Huber spillede op gennem 1990'erne 16 kampe for det schweiziske landshold, som han debuterede for 1. februar 1991 i en venskabskamp mod USA.
På klubplan spillede Huber hele sin karriere i hjemlandet, hvor han repræsenterede henholdsvis Grasshoppers, Lausanne og Basel, og vandt det schweiziske mesterskab med Grasshoppers i 2001.

## Titler
Schweizisk mesterskab
- 2001 med Grasshoppers

Schweizisk pokal
- 1988 med Grasshoppers